# 21367 Edwardpleva
21367 Edwardpleva è un asteroide della fascia principale. Scoperto nel 1997, presenta un'orbita caratterizzata da un semiasse maggiore pari a 2,9955853 UA e da un'eccentricità di 0,0567487, inclinata di 12,78621° rispetto all'eclittica.